# 臥龍櫻
36°5′20.96″N 137°14′52.83″E / 36.0891556°N 137.2480083°E
臥龍櫻（日语：／ Garyū zakura */?）是位於日本岐阜縣高山市一之宮町的臥龍公園內的一本櫻，品種為江戶彼岸櫻的變種。樹齡約1100年，高20米，樹高15米，樹冠南北寬30米，東西寬20米，地面高1.5米處的樹圍為7.3米，東南西北方向各有一粗枝，東面圓周長約4米，南面和西面均是3米，北面則是2.8米，在岐阜縣內規模僅次於淡墨櫻:250。此樹位於大幢寺本堂東北約40米，由於同時在該寺的境內，因此最初被稱為「大幢寺的大櫻」。1932年5月4日，當時的村民在賞櫻之時，希望大幢寺的第20代主持龜山道仙和尚能夠替此樹命名，由於當時仍然有兩棵櫻花樹，而其向橫伸展的大型樹枝，形態就如身體彎曲的龍一樣，龜山道仙便替其取名為臥龍櫻，日本國天然紀念物、飛驒、美濃櫻花三十三選和岐阜百選之一。

## 歷史
天正13年閏8月17日（1585年10月10日），三木三澤被金森長近和金森可重聯手擊敗，死於金森氏家臣槌打小金之手，並且梟首於鍋山城下的五明（現岐阜縣高山市漆垣內町）:98，並且流傳其葬於此樹之下，而現在樹下建有五輪塔，柵欄外右側則是三木氏的祖靈社。根據飛驒一之宮觀光協會的說法，臥龍櫻的來歷雖然不明，但是在江戶時代的元祿年間（1680年左右），有傳圓空看見此樹後創作了兩首和歌，另一方面《日本的天然紀念物》則記載是由三木七郎右衛門與桐山力所在弘化4年（1847年）興建三木祖靈社的同時，作為墓標同時種植了櫻花樹而來。根據飛驒一之宮觀光協會的說法，臥龍櫻在1937年獲指定為岐阜縣指定文化財，另一方面《宮村史》則同時記載1937年以及1963年3月12日兩種說法:250、625。1959年，臥龍櫻遭受到伊勢灣颱風吹襲，橫向的樹枝被吹斷，形成大小兩棵櫻花樹。1973年5月26日，臥龍櫻獲指定為日本國天然紀念物。1989年，作為宮村成立百週年紀念，臥龍櫻的周邊整備成臥龍公園。1991年9月26日，颱風密瑞兒吹襲日本，吹斷了臥龍櫻的四條粗大樹枝，並且造成樹幹裂開，其後約三年通過支架來進行保護。1997年開始將櫻花樹周邊的劣質土壤移除，並且以炭和切碎的蘆葦混入新土中來嘗試挽救臥龍櫻的樹根部分。1999年，臥龍櫻再次開花，2001年的樹根部分調查中，也發現長出了無數長約兩米的樹根。此外，每年的4月中旬開始，均會在臥龍公園舉行為期約三週的「櫻祭」。